# 池田治道
池田 治道（いけだ はるみち）は、因幡鳥取藩の第6代藩主。島津斉彬・鍋島直正の外祖父。

## 経歴
江戸藩邸で生まれる。庶出であったために誕生当初はその出生は秘匿されていたという。安永7年（1778年）、重寛の正室・仲姫（御三卿田安宗武の四女）の預かりとなり仲姫が養育する。継母の仲姫、祖母・桂香院の影響を受けて育つ。天明元年（1781年）、長兄で世嗣の治恕が江戸藩邸で死去し、天明2年（1782年）に藩主世嗣となる。この時、治道は15歳であったが、父・重寬も既に健康状態が危惧されていたため、幕府には17歳と偽って届け出た（幼少での相続を理由に幕府が介入することを恐れたためと言われる）。
天明3年（1783年）父・重寛が死去し、家督を相続する。翌、天明4年（1784年）、10代将軍徳川家治の面前で元服、家治の偏諱を受け治道と名乗る。従四位下に叙される。寛政2年（1790年）3月26日、正室・生姫と婚姻する。寛政4年（1792年）、生姫は初産で一女を産んだ後、体調が回復せず鳥取藩江戸藩邸で死去した。この長女・弥姫は薩摩藩主・島津斉興の正室となり島津斉彬の生母となった。寛政5年（1793年）11月15日、継室として丞姫を迎えた。
生姫の死去した寛政4年（1792年）、家督の相続をめぐって事件が起きた。治道の男児には、鳥取城で生まれた長男・銀之進（後の昭邦（斉邦））と江戸藩邸で生まれた次男の永之進（後の道稷（斉稷））があった。江戸では永之進を推す声が強く、国許との間に対立が起きた。治道が国許に帰国した際、家臣の佐々木磯右衛門は銀之進を世嗣とするよう諌言した。これに怒った治道は磯右衛門の頭を竹扇で打った。磯右衛門は帰宅するとその晩、2人の息子と切腹した。この事件を機に、治道は銀之進を世嗣と決定した。磯右衛門に対する行動や、（のちの話であるが）昭邦と名乗った銀之進に対して永之進には「道」の字を与えて道稷と名乗らせていることから、銀之進を世嗣と決定したのも本意ではなく、治道自身も永之進を跡目にと期待し、世嗣決定後も永之進を偏愛していたことがうかがえる。なお、銀之進（斉邦）は治道の死後、元服前に家督を相続するも、早世して男子もなかったため、結果的に永之進（斉稷）は1代置いて家督を相続している。
治道の時代は幕府の手伝い普請、天災などで藩財政が窮乏した。賢臣に恵まれ藩政改革を断行したが、なかなか財政再建までは至らなかった。文武を奨励し、学問も盛んになった。
寛政10年（1798年）5月6日に死去した。享年31。法号は大機院殿賢翁紹雄大居士。墓地は鳥取藩主池田家墓所。菩提寺は龍峯山興禅寺。

## 系譜
- 父：池田重寛
- 母：村上氏
- 正室：生姫（暾子）[注釈 1] - 仙台藩主伊達重村の娘
  - 四女：弥姫[注釈 2] - 薩摩藩主島津斉興正室、島津斉彬、池田斉敏の生母
- 継室：丞姫（転心院）[注釈 3] - 紀州藩主徳川重倫の娘
- 側室：於三保の方[注釈 4]（三宅氏）
  - 長男：池田斉邦[注釈 5]
  - 長女：三津子（法鏡院）[注釈 6] - 毛利斉熙正室
  - 三女：昭（完）[注釈 7] - 斉稷養女、牧野貞幹継室
- 側室：浦の方（佃氏）
  - 次男：池田斉稷[注釈 8]
  - 次女：幸（姚・浄諦院）[注釈 9] - 佐賀藩主鍋島斉直正室、鍋島直正の生母
  - 四男：池田道興[注釈 10]
  - 五女：寵姫（愛子）[注釈 11] - 秋月種任正室
  - 五男：池田道一[注釈 12]
- 母不詳
  - 三男：池田善之助[注釈 13]

伊達氏から生姫を迎える以前に既に2男2女を儲けている。また、早世した善之助以外の側室の子供達は全員紀州徳川家から入った丞姫の養子女となった。